# Hrubý Šúr
Hrubý Šúr es un municipio del distrito de Senec en la región de Bratislava, Eslovaquia, con una población estimada a final del año 2024 de 1128 habitantes.
Se encuentra ubicado al sureste de la región, en el valle del río Morava y cerca de la frontera con la región de región de Trnava y con Austria.

## Demografía
| Año        | 1994 | 2004    | 2014     | 2024     |
| ---------- | ---- | ------- | -------- | -------- |
| Población  | 596  | 647     | 860      | 1128     |
| Diferencia |      | +8,55 % | +32,92 % | +31,16 % |

| Año        | 2023 | 2024    |
| ---------- | ---- | ------- |
| Población  | 1110 | 1128    |
| Diferencia |      | +1,62 % |